# Sadet Karabulut
Sadet Karabulut (Dordrecht, 28 de abril de 1975) es una política neerlandesa que actualmente ocupa un escaño en el Segunda Cámara de los Estados Generales para el período legislativo 2012-2017 por el Partido Socialista.

## Biografía
Karabulut estudió Administración Pública en la Universidad Erasmo de Róterdam y Ciencias políticas en la Universidad de Burdeos. Fue miembro de la junta de la DIDF (Federación de Asociaciones de Trabajadores Democráticos de Turquía en los Países Bajos) y miembro del directorio de la Fundación Orion. Desde 2005 milita en el Partido Socialista de Países Bajos. Tras las elecciones municipales de 2006, fue miembro del concejo de la ciudad de Ámsterdam entre el 16 de marzo al 29 de noviembre de ese año.
En las elecciones parlamentarias de 2006 recibió suficientes votos como para ser elegida de forma independiente al parlamento, sin necesidad de aplicar el sistema plurinominal.